# Kat Frankie

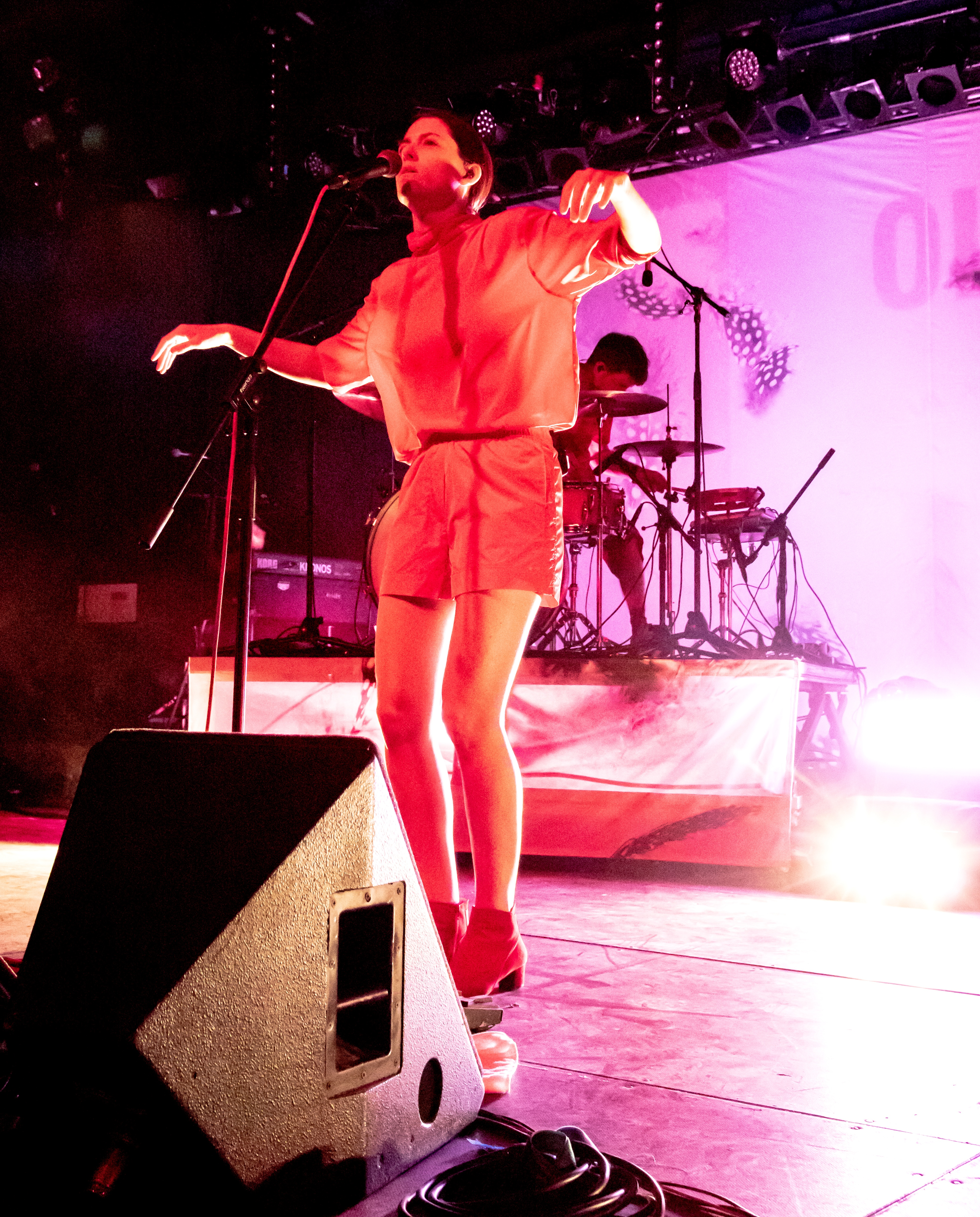
Kat Frankie auf dem ZMF 2018 in Freiburg

Kat Frankie (* 8. Juli 1978 in Sydney) ist eine australische Singer-Songwriterin und Gitarristin, die seit Ende 2004 in Berlin lebt.

## Leben

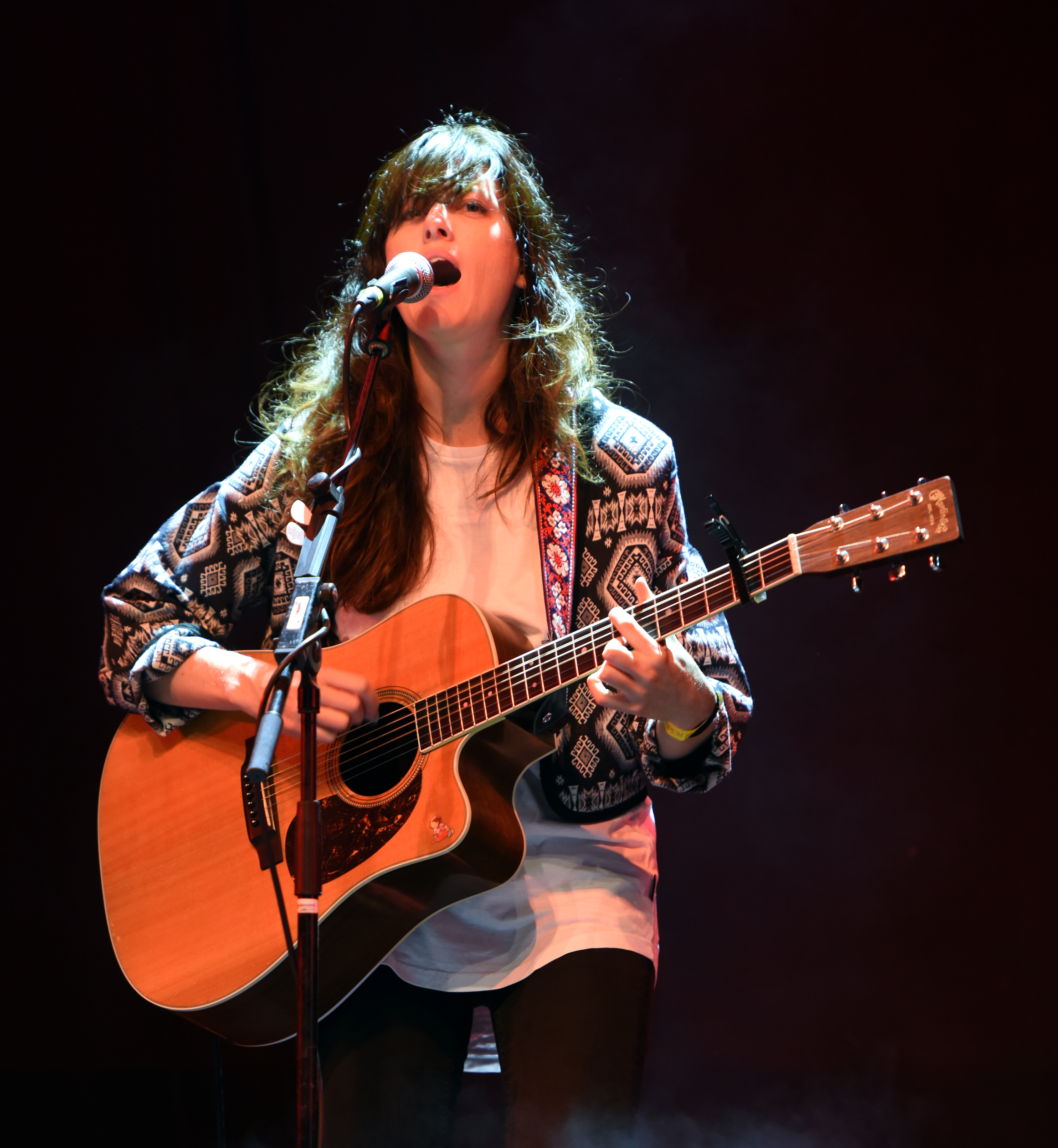
Kat Frankie in der Band von Olli Schulz (Open Flair 2015)

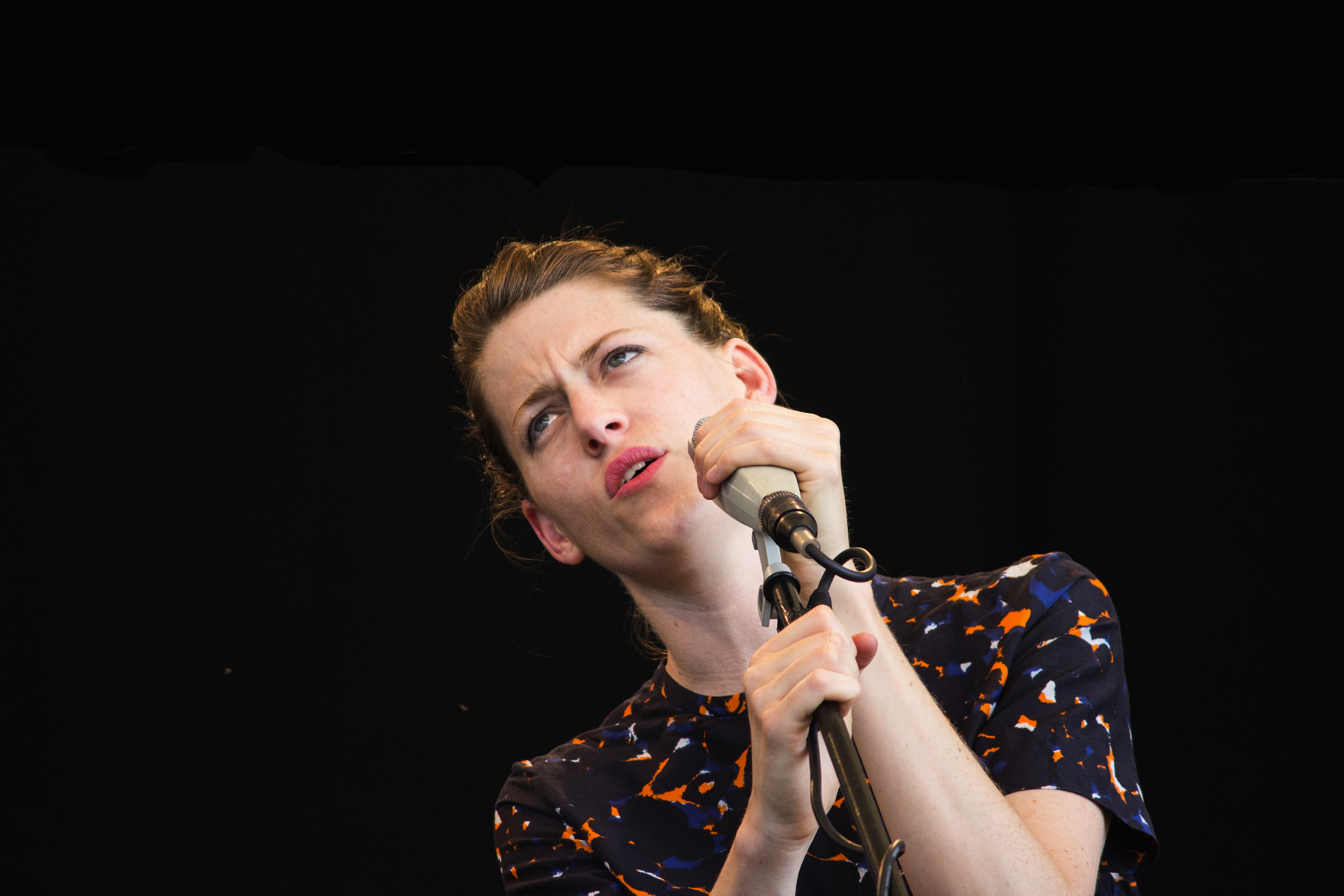
Kat Frankie in der Lausch Lounge in Hamburg, 2013

Kat Frankie ist in den Vororten von Sydney aufgewachsen. Bereits im Alter von ungefähr sechs Jahren begann sie mit dem Schreiben von Songs. Die Folk-Plattensammlung ihrer Mutter prägte ihre musikalische Entwicklung. Unter dem Einfluss von Simon & Garfunkel, Bread und Carly Simon entwickelte Frankie ihre Vorliebe für Folk-Melodien und Pop-Balladen. Gitarrespielen brachte sie sich selbst bei. Abgesehen von einer Zeit im Schulchor, erhielt sie keine formale musikalische Ausbildung, sondern besuchte das College of Fine Arts der University of New South Wales im Stadtteil Paddington.
Inzwischen inspiriert durch Vorbilder wie PJ Harvey und Fiona Apple, hatte Kat Frankie ihren ersten öffentlichen Auftritt als Singer-Songwriterin im Juni 2002 im Harp Hotel in Sydney. Nach einem Jahr als Solistin wurde sie ab Juni 2003 von Tim Chamberlain (Bassgitarre) und Tim Marceau (Schlagzeug) begleitet. Im Dezember 2003 veröffentlichte Frankie ihre erste CD, die EP Outside. Now. Die Aufnahmen waren im August 2003 innerhalb von drei Tagen in den BJB Studios in Surry Hills/Sydney entstanden, mit Scott Horscroft an den Reglern.
Trotz diverser Auftritte in Clubs und auf Festivals blieb für Frankie während dieser Zeit die Musik Nebensache. Angesichts des hohen Kostenniveaus in Sydney konnte sie sich eine musikalische Karriere dort nicht vorstellen. Sie verdiente nach dem Design-Studium ihren Lebensunterhalt in einem Architekturbüro als Innenarchitektin.
Im Dezember 2004 zog Kat Frankie auf der Suche nach kreativen Impulsen nach Berlin, zunächst gedacht als Auslandsjahr. Aufgrund der vielen Auftrittsmöglichkeiten und geringen Mietpreise konnte sie sich dort ganz auf die Musik konzentrieren, so dass ihr neues Zuhause zur zweiten Heimat wurde. Gleich mit dem ersten Berliner Song The Wrong Side of Midnight gewann sie einen Jaxter-Award für junge australische Songwriter. In Berlin hat Frankie eine Art von musikalischer Community gefunden, die ihr Sydney nicht bieten konnte, und ist in kurzer Zeit zu einer festen Größe im sehr lebendigen Singer-Songwriter-Underground geworden.
2006 hat der Filmemacher Uli M. Schueppel diese Szene porträtiert, indem er Kat Frankie und sechs andere Musiker aus aller Welt mit der Kamera durch ihre gemeinsame Wahlheimat Berlin-Kreuzberg begleitet hat. Er bat jeden von ihnen, einen Song über Berlin zu schreiben. Dadurch entstand Frankies The Faint-hearted Ones. Der Film BerlinSong wurde im Februar 2007 auf der 57. Berlinale erstmals gezeigt und später auch auf einigen anderen Filmfestivals. Der deutsche Kinostart war am 4. September 2008, beschränkte sich jedoch auf einen kleinen Kreis von Programmkinos. (Im September 2009 ist BerlinSong auf DVD herausgekommen.)
In Berlin traf Frankie auch ihren Landsmann Simon Ayton aus Melbourne, der ihr als Produzent und Schlagzeuger bei der Arbeit an ihrem Debütalbum Pocketknife zur Seite stand, das im Sommer 2006 fertiggestellt wurde. Im Februar 2007 ist vorab die Single The Tops im iTunes Store erschienen. Im August 2007 folgte die Single Serves You Right for Using Violence. Das Album Pocketknife ist Anfang September 2007 in Australien veröffentlicht worden. In Deutschland ist es seit November 2007 über Online-Musikdienste erhältlich und seit Januar 2008 als CD.
Im Mai 2010 hat Kat Frankie die Arbeit an ihrem zweiten Album The Dance of a Stranger Heart abgeschlossen und das Independent-Label Zellephan gegründet. Die Veröffentlichung unter eigenem Label erfolgte am 3. September 2010. Bei der Arbeit an diesem Album hat sie damit begonnen, A cappella mit einem Loop-Pedal zu experimentieren, indem sie eigene Vokalphrasen nacheinander zu einem vielstimmigen Chor übereinander schichtet. Diese Arrangiermethode hat sie auch bei Liveauftritten eingesetzt. Auf diese Weise sind der Albumtitel Born Clever entstanden, sowie die Single Frauen verlassen, die am 14. Oktober 2011 weltweit über Online-Musikdienste veröffentlicht wurde.
Von März bis November 2015 war sie zusammen mit Olli Schulz auf Tour für dessen Album Feelings aus der Asche, auf dem sie auch mitgesungen hat. Weiterhin entstand aus einer Zusammenarbeit zwischen Frankie und Get Well Soon die Titelmusik When You’re Near to Me zur Talkshow Schulz und Böhmermann. Gemeinsam mit dem Kölner Musiker Chris Klopfer ist sie zudem das Duo KEØMA. Mit dem Titel Protected nahmen sie 2016 am Wettbewerb Unser Lied für Stockholm teil.
Ihr 2018 erschienenes Album Bad Behaviour stellt Frankie im Rahmen einer eigenen Deutschlandtournee im März und April desselben Jahres vor. Für den Sommer 2018 wurden zahlreiche Festivalauftritte angekündigt.

## Diskografie
Alben

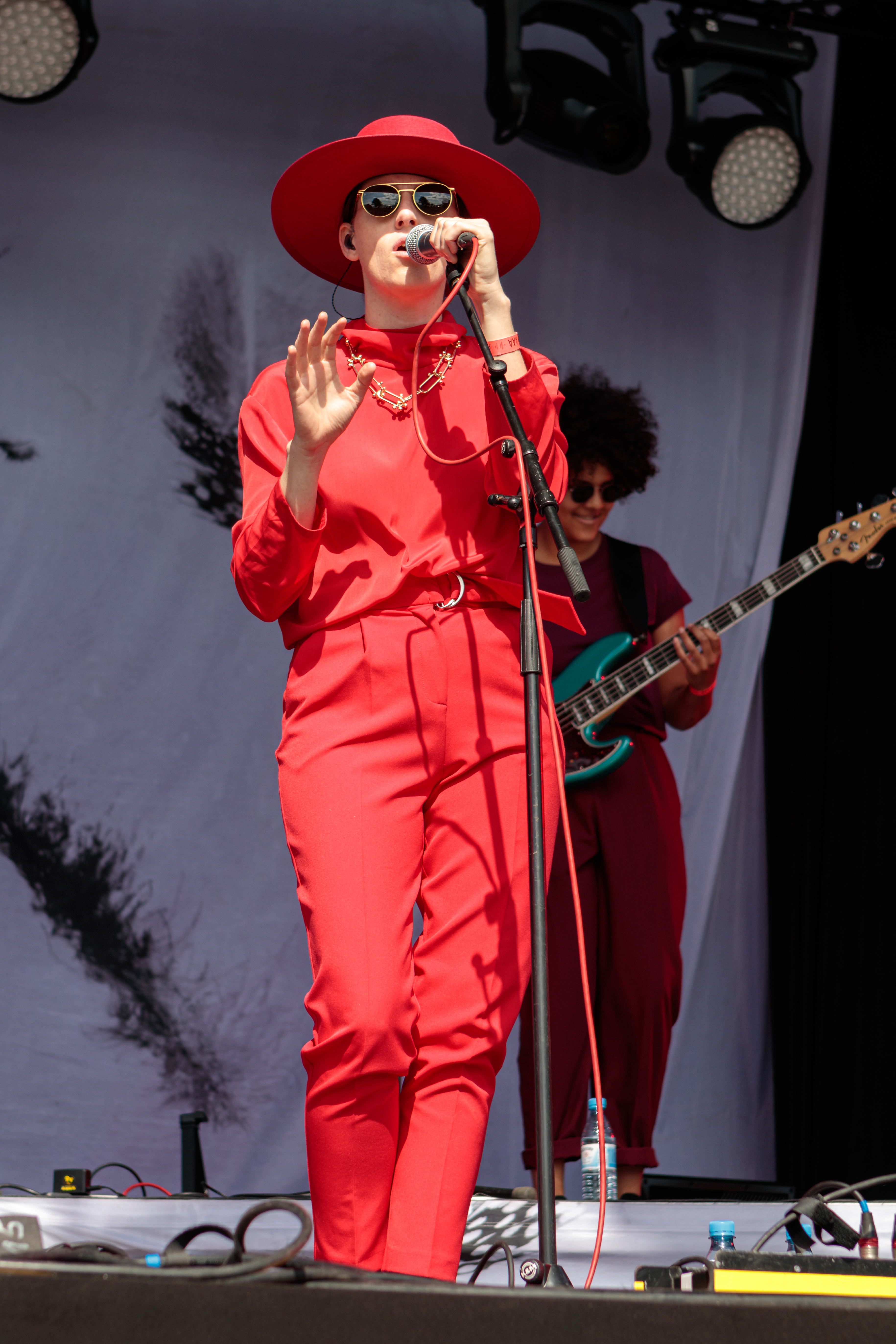
Kat Frankie auf dem Haldern Pop Festival 2019

- Pocketknife (September 2007; Vitamin Records, AUS / November 2007/Januar 2008; Solaris Empire, D)
- The Dance of a Stranger Heart (September 2010; Zellephan, D/A/CH)
- Please Don’t Give Me What I Want (September 2012; Zellephan, D/A/CH)
- Bad Behaviour (Januar 2018, Grönland, D/A/CH)
- Shiny Things (Mai 2022, Grönland, D/A/CH)

Singles/EPs
- Outside. Now. EP (Dezember 2003; Waterfront Records / April 2008; Vitamin Records, AUS)
- The Tops (Februar 2007; iTunes, AUS/D)
- Serves You Right for Using Violence / Treading Water (August 2007; Vitamin Records/iTunes, AUS)
- Frauen verlassen (Oktober 2011; Zellephan)
- Bad Behaviour (September 2017, Grönland); dazu entstand ein Videoclip[16]
- Home (Dezember 2017, Grönland); mit Video[17]
- Du/Ich (November 2018, Grönland)

Kompilations-Beiträge
- Jaxter Award Winners (2005, AUS): The Wrong Side of Midnight
- Berlin Songs (November 2005, D): Fake
- Then by Night… The Sounds of Manchester Lane (2006, AUS): Nobody Else
- Independent State of Yorkshire (Januar 2007, UK): Everything Everything
- Berlin Songs Vol. 2 (Juli 2007, D): Cards
- BerlinSong - Songs from the Film (August 2008; Solaris Empire, D): The Faint-hearted Ones
- achtung music – new berlin talent (2008; Berlin Music Commission, D):  Everything Everything
- Berlin Songs Vol. 3 (Dezember 2009, D): Wonder
- Reeperbahn Festival 2010 Compilation (September 2010, D): Love Me
- Schulz & Böhmermann – The Original Soundtrack (gemeinsam mit Get Well Soon, 2016, D)
- Clueso – Neuanfang (2016, D): Wenn du liebst [18]
- Casper & Marteria – Denk an dich (auf dem Kollaborationsalbum von Casper & Marteria, August 2018)

## Auszeichnungen
- 2005: Jaxter Artist Award in der Kategorie „Instrumental/Acoustic/Folk/World“[19]
- 2005: Pacific Songwriting Award[20]
- 2018: VIA Awards Bester Act
- 2018: Preis für Popkultur in der Kategorie „Lieblings-Solokünstlerin“ (Bad Behaviour)[21]

## Filmografie
- BerlinSong (2007), ein Musik-Dokumentarfilm von Uli M. Schueppel, Beitrag zur 57. Berlinale

## Band
- Ehemalige:
  - Tim Marceau: Schlagzeug auf Outside. Now.
  - Tim Chamberlain: E-Bass auf Outside. Now.
  - Simon Ayton: Schlagzeug auf Pocketknife
  - Steffen Schlosser (Kitty Solaris): Schlagzeug
  - Karen Weber, Tobias Vethake: Cello
  - Dan Katz: Schlagzeug
  - Robert Kretzschmar: Schlagzeug
  - Ben Kaan: E-Gitarre und Keyboard/Piano
- aktuelle Live-Besetzung:
  - Kat Frankie: Gesang, Akustik-Gitarre und E-Gitarre
  - Fernando ‚Mowat‘ Mujica: Gesang und Keyboard/Piano
  - Richie Setford: Gesang und E-Gitarre
  - Albertine Sarges (Itaca): Gesang und Keyboard/Piano
  - Stella Veloce: Cello und E-Gitarre
  - Chris Rodriguez (Revolverheld): E-Bass und Kontrabass
  - Hanno Stick (Judith Holofernes): Schlagzeug
  - Sondergast Manche Konzerte in Berlin – Heidi Mockert (Berlin Counterpoint): Fagott